# Cachoeira da Amorosa
Cachoeira da Amorosa está situada no estado do Rio de Janeiro, Brasil.
O termo refere-se à mais famosa cachoeira do município de Conceição de Macabu, formada pelas águas do Rio Carukango e localizada na divisa com Trajano de Morais.
Amorosa também define uma região rural, serrana, pouco habitada, contando com dezenas de sítios, casas de veraneio, alguns bares e uma pousada.

## Toponímia
O nome Amorosa é controvertido. Uma versão diz que o nome está relacionado a uma lendas indígena da região, a famosa Lenda da Amorosa. Como é uma lenda romântica, dramática, o nome Amorosa teria tudo a ver com o romance lendário dos índios macabuenses.
Uma outra versão, diz que a atual cachoeira tinha o nome de “Véu-de-Noiva”, tendo derivado para “Cachoeira dos Amores” e daí para Amorosa.Os maiores indicativos nos dão uma quase certeza que o nome Amorosa tem mesmo a ver com as lendas romanceadas que sempre fazem referência à região.
Cachoeira da Amorosa, desnivelamento do rio Carocango, tem dois saltos paralelos, com altura aproximada de 15 metros, que em época de maior incidência de chuvas podem se tornar um só. Os saltos formam uma piscina natural com pouca profundidade. Um dos maiores e mais belos balneários da região, com restaurantes e pousadas, área de campismo, canoagem e outros esportes radicais.

## Situação ecológica e econômica
Até os anos 60 do século XX, o acesso à cachoeira era dificultado pelas péssimas estradas. Com o progressivo desenvolvimento da pecuária leiteira (anos 60), extrativismo vegetal (anos 70/80), e o veraneio (dos anos 70 aos 90), a região passou a ser vista de forma diferente, sendo inclusive vitima de grandes depredações, que resultaram em grandes crises ambientais, cujas conseqüências são visíveis até hoje.